# 무성 영화

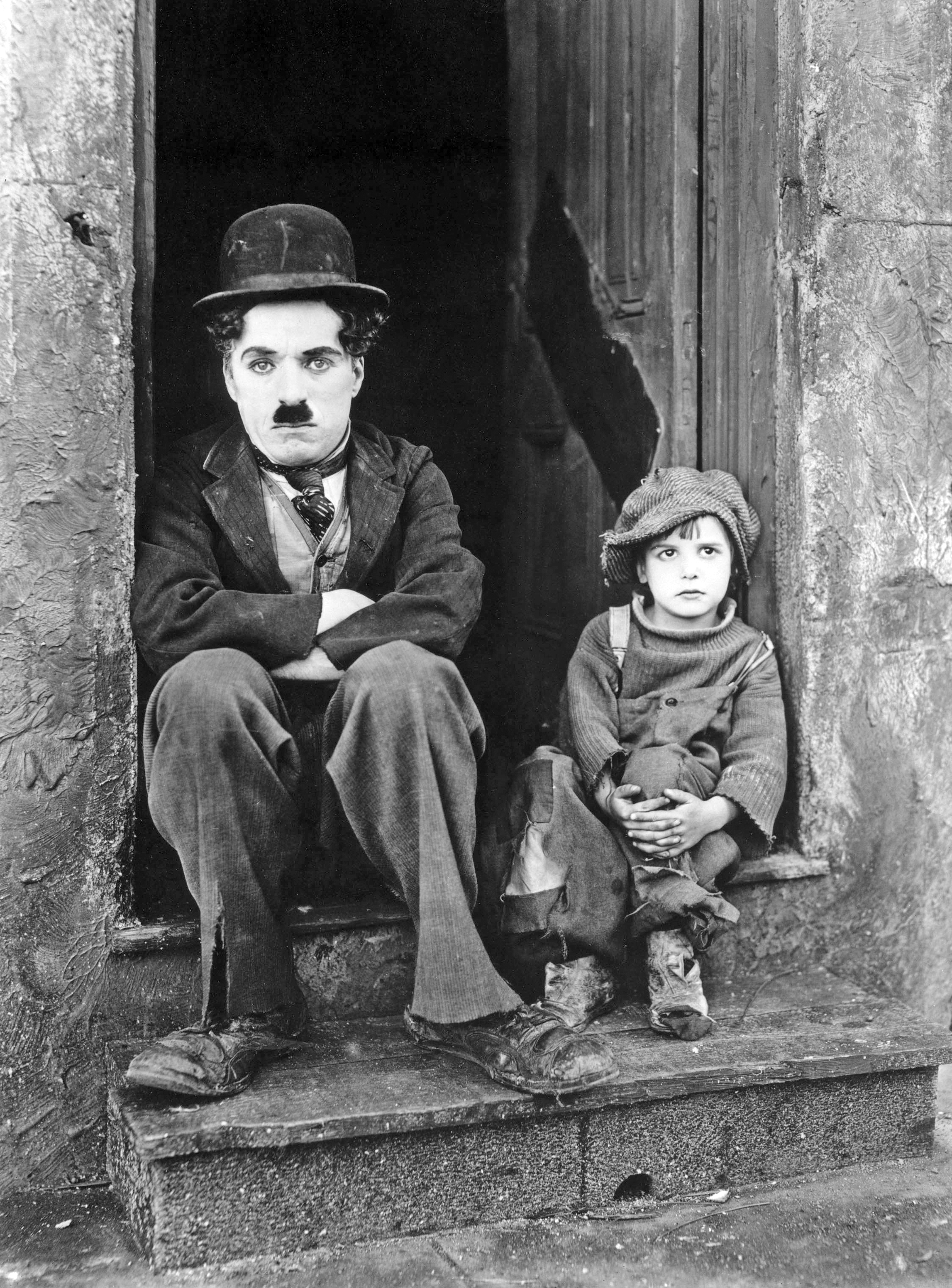
무성 영화 시절 활동한 찰리 채플린

무성 영화(無聲映畫, 영어: silent film)는 녹음된 소리, 특히 대사가 없는 영화를 말한다. 영화와 녹음된 소리를 합치려는 생각은 영화의 초기부터 있어 왔으나, 동기화라는 기술적인 문제 때문에 1920년대 초중반까지는 모두 무성 영화들이었고, 필요한 대사는 장면 중간중간에 자막으로 삽입되었다. 무성영화의 시대는 또한 "은막의 시대(Age of the Silver Screen)"라고도 불린다.

## 역사
최초의 무성영화는 1888년 루이스 르 프린스(Louis Le Prince)에 의해 만들어졌다. 사람들이 오크우드 농장 공원(Oakwood Grange garden)을 산책하는 모습을 담은 2초 가량의 영화로, 《Roundhay Garden Scene》라는 제목으로 붙여졌다.
영화 예술은 무성 영화가 발성 영화로 대체되는 1920년대 초중반에 "무성 영화 시대"(silent era)로 전성을 누렸다. 많은 영화 학자와 애호가들은 감독과 배우, 제작 스탭들이 새로운 "발성 영화(talkies)"에 적응하기까지의 몇 년 동안 영화의 미적 질이 떨어졌다는 논쟁을 벌였다.

### 황금기
1910년대부터 1920년대 초중반에 걸쳐서는 세계 각국의 영화가 각자의 입장에서 영화 표현의 수법을 모색·연구하여 제재나 표현양식에서 크게 발전한 시기였다. 이탈리아에서는 사극 영화가 가장 번성하여, 1913년의 《폼페이 최후의 날》, 《쿠오바디스》, 《카비리아》 등에서 스펙터클이라는 영화 분야를 확립하고, 북유럽에서는 스웨덴의 《생련사련(生戀死戀)》, 《영혼 불멸》 등과 같은 신비주의적 드라마에 의한 수작(秀作)을 낳았으며, 독일에서는 《이기주의자》(1919) 등으로 대표되는 표현주의 영화가 주목을 끌었고, 프랑스는 아벨 강스의 《철로(鐵路)의 백장미》(1923)와 같이 영상미를 구사한 작품이 나왔다.
무성영화 후기에는 유럽이나 미국에서 이러한 영화 예술이 본격적으로 탐구되어 뛰어난 개성을 가진 작가가 계속 등장하며, 화려한 영화 예술이 등장하였다. 프랑스는 이 시기에 수많은 명작을 발표했다. 루이 델뤼크, 제르메느 뒬라크, 장 르누아르, 장 에프스탕, 자크 페데, 르네 클레르 같은 작가들이 활약하였다. 그 중에서도 카알 드레이에르의 《심판받는 잔》(1927)은 클로즈업의 연속으로써 드라마틱하게 인간 심리의 미묘한 변화를 포착했고, 클레르는 《이탈리아제 맥고 모자》(1927)로 지적인 우화(寓話)영화를 시도했으며, 페데는 《눈사태》(1925)와 《님의 모습》(1926)으로 비극적인 인간세계를 풍부한 정서로 그렸고, 에프스탕은 《아서 가(家)의 후예》(1928)로 신비한 분위기를 훌륭하게 빚어냈다. 독일에서는 G.W.팝스트의 《마음의 신비(神秘)》, 《판도라의 상자>(1929)와 프리츠 랑의 《니벨룽겐 이야기》(1924), 《메트로폴리스》(1927), 헤리크 갈렌의 《프라하의 대학생》(1926), F. W. 무르나우의 《최후의 사람》(1925), 요에 마이의 《귀향(歸鄕)》(1928) 등에서 주로 사극이나 사회극을 취재하여 역작을 내놓았다. 미국에선 그리피스의 뒤를 이어 세실 B.데밀이 《어리석은 자의 낙원》 《십계(十戒)》 《왕중왕(王中王)》 등 대작주의로 나아갔으나, 유럽에서 건너온 에리히 폰 슈트로하임과 에른스트 루비치가 날카로운 표현법을 들여와 할리우드 영화에 감각적인 풍요함을 가져왔다. 그 중에서도 슈트로하임의 《어리석은 아내》1922) 《그리이드》(1924)의 진지한 주구와, 루비치의 《결혼철학》 《금단(禁斷)의 낙원》(1924) 《명랑한 파리장》(1926)의 경묘한 풍속 묘사는 뛰어나다. 이 시대의 미국 영화에서 또 한 사람의 주목할 만한 작가는 찰리 채플린이다. 영국 무대에서 미국으로 건너가 처음에는 희극 단편의 주연자였으나, 실크 햇과 퉁탕거리는 헐렁한 구두를 신은 독특한 차림으로 성공을 거두어 한 사람의 배우에서 감독으로까지 진출했고, 《개의 생활》, 《키드》, 《황금광시대(黃金狂時代)》 등의 희극 속에서도 비애의 감정을 나타내어, 빼어난 인생 작가로서 세계의 주목을 모으면서 독자적인 길을 걸었다.
무성영화 말기의 미국영화는 기업과 작품의 양면에서 할리우드 영화의 확립을 성취했다고 볼 수 있다. 제1차 세계대전으로 유럽의 영화계가 지친 틈을 타서 단숨에 시장을 넓혀 나갔으며, 이에 따라 상업주의가 번성해져서 스타 시스템을 내세워 오락영화로 기울어 갔다. 루돌프 발렌티노, 더글러스 페어뱅크스, 릴리언 기시, 글로리아 스완슨 등 많은 스타들을 낳았고, 《포장마차》, 《철마(鐵馬)》 같은 서부극에서 독자적인 장르를 만들었다. 그러나 할리우드는 미국뿐 아니라 유럽 각지에서부터도 배우·감독을 널리 모아들여 국제적인 영화도시를 이루고 있었다. 앞서 언급한 슈트로하임, 루비치를 비롯하여, 조지프 폰 스턴버그, 모리츠 스틸러, 로타르 멘데스, 윌리엄 디털레, 프리드리히 무르나우 등 감독만도 유럽에서 모은 인재는 많고 다채롭다. 그 무렵 유럽영화가 더욱 개성이 두드러지게 강화된 것은 앞서 말한대로이다. 미국 영화가 세계의 예술가를 모으고도 그들의 개성을 살리지 못했던 것과는 대조적으로, 프랑스의 감각적인 작품들, 이탈리아의 스펙터클 취미, 독일의 사회파 등과 같은 특성 중에서 각 작가들에 의하여 더욱 분화된 스타일을 보였다. 이들과 함께 주목을 끈 것은 러시아영화이다. 1917년의 혁명 이래 영화는 국영이 되어, 체제가 갖추어지기까지는 많은 시일이 필요했으며, 1925년 세르게이 에이젠슈테인의 《스트라이크》에 의해 비로소 러시아영화는 개화기를 맞이했다. 이듬해의 《전함 포템킨》, 푸도프킨의 《어머니》, 그리고 1927년에는 에이젠슈테인의 《10월》, 푸도프킨의 《성 페테르부르크의 최후》 등이 대표하는 것처럼 이 두 작가는 혁명과 대중을 제재로 하여 이 나라의 역사적인 의의를 테마로 빼어난 작품을 만들었다. 그들의 성과는 자기 나라의 역사에서 주제를 택했고, 외국 영화에서 표현 기법을 본받아 이것을 발전시켰다. 몽타주가 영화의 창조적인 표현에 있어서 중요한 요소라는 것을 이 영화들로 실험하면서, 이론적으로도 추구하여 이른바 러시아 몽타주론을 이루었다.

## 음악과 반주
무성영화는 소리가 아예 없는 영화는 아니었다. 보통 음악이 곁들여져 있는 경우가 많았다. 이 음악은 독립적으로 녹음된 음악일 수도 있고 반주자의 반주인 경우도 있다.

## 해설자, 변사
무성영화의 상영시 배우들의 대사를 대신 해주는 해설자가 있는 경우도 있었다. 이를 변사라고도 한다.

## 같이 보기
- 발성 영화
- 임자 없는 나룻배